# デアリ・ジョン・ミゼル
デアリ・ジョン・ミゼル （Dary John Mizelle、1940年10月6日 - ）はアメリカの現代音楽の作曲家。

## 略歴
私淑したケネス・ギャブロ、ロジャー・レイノルズほかにイリノイ大学やカリフォルニア大学サンディエゴ分校で師事した。ポスト・ケージ・コンセプチュアリズムの最右翼の作曲家とされ、創作ジャンルもソロ作品からマルチメディアまでと非常に幅広く、全作品は400作にのぼる。
常に新しい音楽言語を切り開く態度が1970年代より顕在化し、その最初の作品がピアノ独奏の為の「変容」(1975-1995)である。88音のセリーから成る極めて演奏困難な冒頭部分と曲終部分のために作曲が難航した。冒頭部分には一秒間に25音（同時発音数はこれより多い）を叩き込むシーンがある。
本作品は、最初に価値を見出して部分演奏に踏み切ったジェニファー・ギャブロが1988年に1-7変奏を初演した。その後当時の作曲の弟子であり、ヤニス・クセナキスのピアノ作品のスペシャリストとして知られていたオルガニスト兼作曲家のジャスティン・ヘンリー・ラビンが1994年に1-15変奏を手がけた。そしてジョージ・クラム作品の録音で知られるローリー・ハディチェクが2001年2月15日に大部分の変奏を手がける。これら三人の名手をもってしても、全曲演奏には至らなかったのである。ミゼルの「変容」の完全版の演奏は、2006年8月12日に初めておこなわれた。世界初演時の総演奏時間は56分30秒であったが、これは基本テンポよりもやや速めに演奏されており、本来は作曲者の想定通り60-65分の長大な作品である。これは一曲一時間掛かった24曲の連作を形成する「響きの交響曲」の中の一曲でもある。
そのほかにもアメリカで最初の即興グループを指導し、全米初の尺八即興ソロで舞台に立つなど、そのセンセーショナルな活動が話題となった。現在はダダイストのクルト・シュヴィッタースのUrsonateを全曲演奏するなど、その活動は未だに衰えていない。
長らくニューヨーク州立大学パーチェス分校で教鞭をとり、「教員コンサート」で膨大な作品発表を行ったことも特筆される。コンサート全曲が世界初演になることも稀ではなかった。自らもトランペット、ピアノ、ライブ・エレクトロニクスなどの演奏に参加していた。大学を退職後の現在も、新作発表に忙しい毎日を世界中で過ごしている。

## 主要作品
主要作品に、（前述の「変容」を含む）一曲1時間ずつかかり24曲の連作を形成する「響きの交響曲」、ピアノ独奏の為の「きたみどりがおか」、「おん　がく」、「秋分点」、二台ピアノの為の「ベースボール」、打楽器合奏のための「サウンドスケイプ」、オーケストラと重音唱法を伴った八人の独唱者を伴う合唱の為の「QUANTA and Hymn to Matter」、コントラバス32台と独奏コントラバスの為の「地球の音」などがある。